# Mustafa Aydın
Mustafa Aydın (Deventer, 13 februari 1981) is een Turks voetballer die bij voorkeur links- of rechtsbuiten speelt. Hij debuteerde in het seizoen 2000/01 in het betaald voetbal in het shirt van Go Ahead Eagles, dat op dat moment in de Eerste divisie speelde. In Deventer speelde hij 41 wedstrijden, waarin hij zes doelpunten maakte.

## Loopbaan
- 2000-2005  Go Ahead Eagles
- 2005-2007  SV Babberich
- 2007-2008  Kırşehirspor
- 2008 - ...  Şanlıurfaspor